# Eviva España
 (février 2013).
Si vous disposez d'ouvrages ou d'articles de référence ou si vous connaissez des sites web de qualité traitant du thème abordé ici, merci de compléter l'article en donnant les références utiles à sa vérifiabilité et en les liant à la section « Notes et références ».
Eviva España, est une chanson belge datant de 1971 sur une musique de Leo Caerts et des paroles en néerlandais de Leo Rozenstraten, interprétée par la chanteuse belge Samantha, nom d'artiste de Christiane Bervoets.
La chanson rencontre un immense succès dans le monde entier, traduite en plusieurs langues.
La traduction en espagnol a été faite par le diplomate Manuel de Gómez pour Samantha, mais c'est Manolo Escobar qui l'a popularisée en Espagne durant l'été 1973. En France, la chanson est interprétée dès 1972 par Georgette Plana.
La pièce a acquis en Espagne le statut d'un quasi-hymne, et est chantée par les aficionados espagnols lors des événements sportifs.

## Versions
| Année | Titre            | Langue          | Interprète        |
| ----- | ---------------- | --------------- | ----------------- |
| 1971  | Eviva España     | Néerlandais     | Samantha          |
| 1972  | Viva España      | Néerlandais     | Imca Marina       |
| 1972  | E Viva España    | Français        | Georgette Plana   |
| 1972  | Eviva España     | Allemand        | Hanna Ahroni      |
| 1972  | Eviva España     | Norvégien       | Gro Anita Schønn  |
| 1973  | Eviva España     | Danois          | Elisabeth Edberg  |
| 1973  | Eviva Espanja    | Finnois         | Marion Rung       |
| 1973  | Y viva España    | Espagnol        | Manolo Escobar    |
| 1974  | Y Viva España    | Anglais/Suédois | Sylvia Vrethammar |
| 1974  | Yaşa Fenerbahçe  | Turc            | Nesrin Sipahi     |
| 1977  | Y Viva España    | Arabe           | Melhem Barakat    |
| 1988  | È bella l’Italia | Italien         | Rocco Granata     |
| 1992  | Eviva Espana     | Hongrois        | Kovács Kati       |

## Sources
- (es) Diego A. Manrique, « El pasodoble belga que se hizo himno español », El País,‎ 30 aout 2020 (lire en ligne)